# Hồng xiêm
Hồng xiêm (danh pháp hai phần: Manilkara zapota), hay người miền Nam  gọi là lồng mứt, xa pô chê, saboche, sapoche (gọi tắt là sabo, sapo, xa pô) (từ tiếng Pháp sapotier), là một loài cây thân gỗ, sống lâu năm và thường xanh thuộc họ Hồng xiêm, bộ Âu thạch nam có nguồn gốc ở miền Nam Mexico, Trung Mỹ và Caribbe.

## Đặc điểm
Hồng xiêm có thể cao từ 2–10 m. Nó là loại cây có khả năng chống gió tốt và vỏ cây rất nhiều nhựa màu trắng, giống như gôm. Lá của chúng có màu xanh lục và bóng mặt. Lá mọc cách tập trung đầu cành, hình elip hay ôvan, dài 7–15 cm, với mép trơn. Hoa màu trắng, không dễ thấy, có hình dáng tương tự như quả chuông và có 6 tràng hoa hình thùy.
Quả là loại quả mọng, hình cầu hoặc hình quả trứng hoặc hình thon dài, đường kính 4–8 cm và chứa từ 2–10 hạt. Vỏ có màu nâu-vàng nhạt. Bên trong là lớp cùi thịt có màu nâu ánh đỏ với kết cấu hạt mịn hơi giống với ruột quả lê. Hạt của nó có màu đen.
Quả của nó chỉ nên ăn khi đã chín vì khi còn xanh nó chứa nhiều nhựa dính như latex. Để biết chắc chắn là nó đã chín người ta hay nắn vỏ xem còn cứng hay đã mềm vì màu vỏ gần như không thay đổi từ lúc mới tạo quả đến khi chín, một cách khác là người ta cạo thử một ít lớp vỏ nâu vàng, sẽ lộ ra lớp da, quả xanh, lớp da này có màu xanh lá cây, xanh đậm, khi quả già, lớp vỏ dần chuyển sang xanh lá mạ. Hương vị của nó tương tự như mùi đường đen.
Cây hồng xiêm ra quả hai lần trong năm, tuy nhiên hoa có thể ra cả năm, ngoại trừ những vùng có nhiệt độ về mùa đông xuống thấp dưới 15–17 °C. Nó được đưa từ México vào Philippines trong thời gian người Tây Ban Nha chiếm đóng quốc gia này. Tại Việt Nam, nó là loài cây đưa vào từ Thái Lan, mà Thái Lan được biết đến với cái tên là nước Xiêm, ngoài ra do hình dáng giống như quả hồng (chi Diospyros) nên mới có tên gọi hồng xiêm.

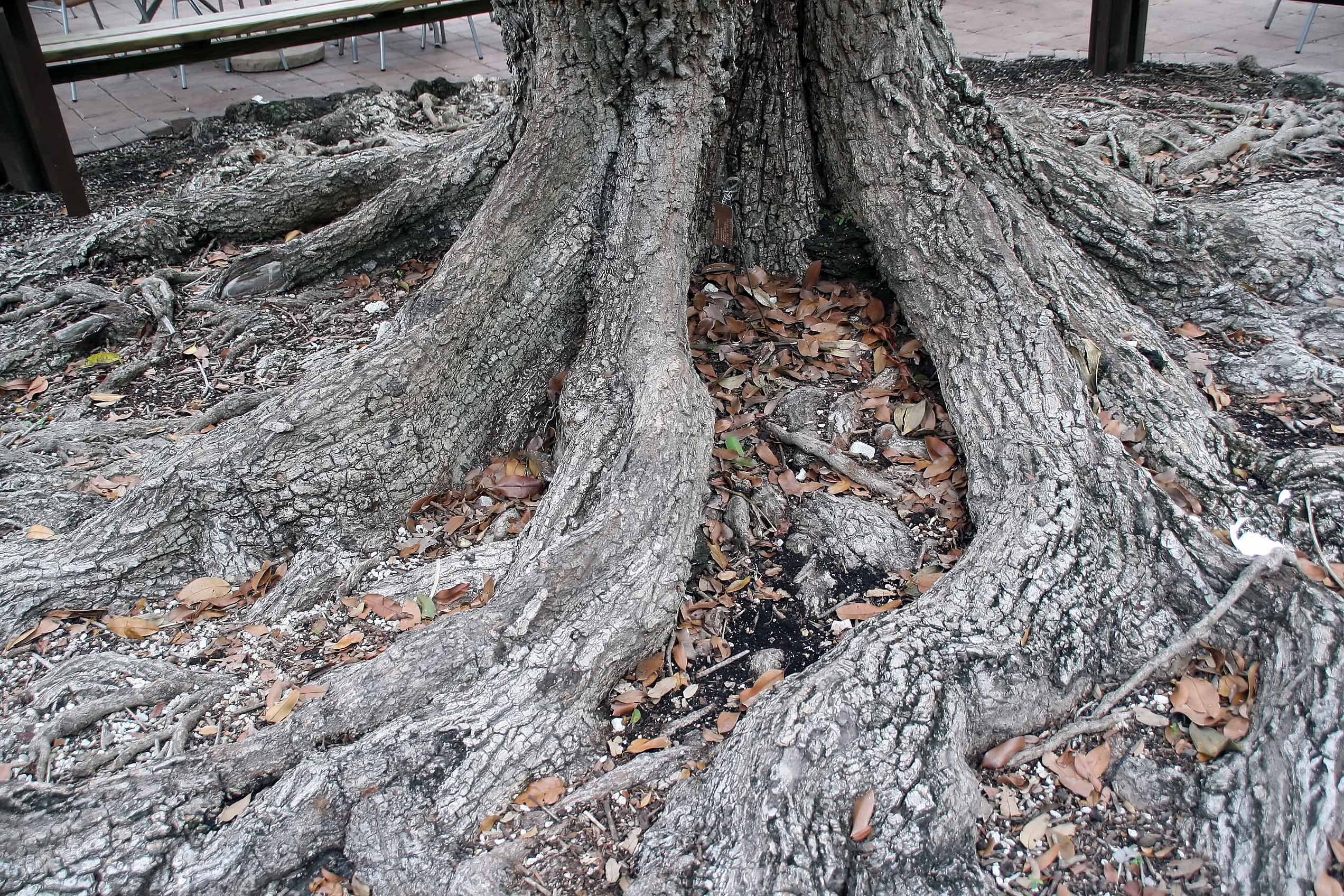
Rễ cây hồng xiêm

Ban đầu, hồng xiêm được đặt tên khoa học là Achras zapota, nhưng hiện nay tên gọi này được coi là đồng nghĩa của danh pháp Manilkara zapota. Tại Ấn Độ, nó được gọi là Chikoo hay Sapota, tại Philipin là tsiko, tại Indonesia là sawu, tại Malaysia là chikoo, tại Sri Lanka là sapodilla hay rata-mi, tại Thái Lan và Campuchia là lamoot, tại Venezuela là níspero.
tại Tây Ấn là naseberry còn trong tiếng Anh là sapodilla.
Trong tiếng Trung gọi là 人心果 (bính âm: Rén xīn guǒ, nhân tâm quả).

## Sử dụng
Hồng xiêm được trồng để lấy quả ăn. Nhựa mủ, một dạng latex lấy từ vỏ cây cũng được dùng để làm chất cơ sở cho các loại kẹo cao su. Khi chín, quả có mùi thơm và dễ chịu.

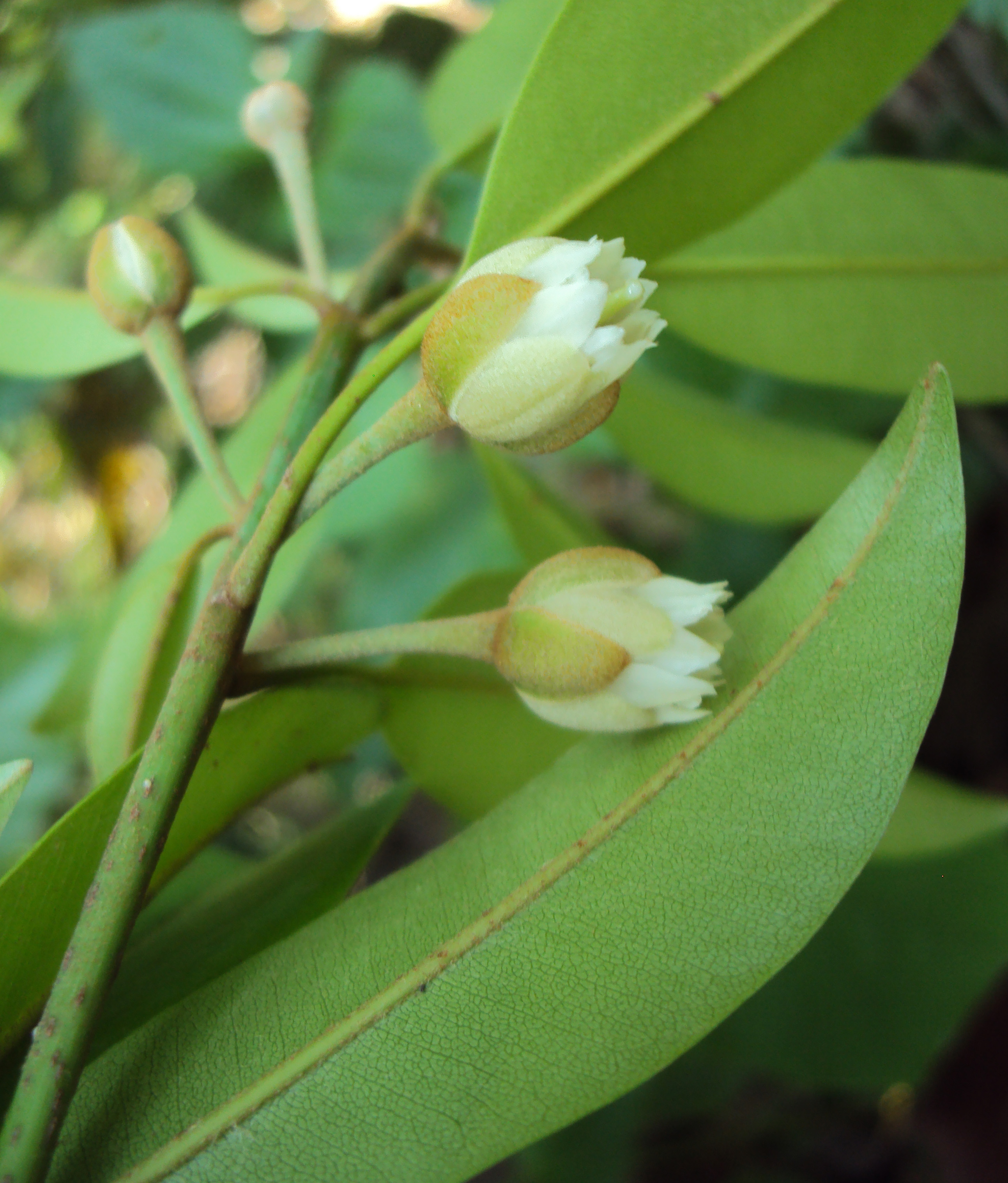
Hoa hồng xiêm trên cây

Một giống hồng xiêm ở miền bắc Việt Nam là: hồng xiêm Xuân Đỉnh, có nguồn gốc từ xã Xuân Đỉnh, huyện Từ Liêm, Hà Nội; hồng xiêm Thanh Hà, huyện Thanh Hà, tỉnh Hải Dương.

## Một số hình ảnh về cây hồng xiêm

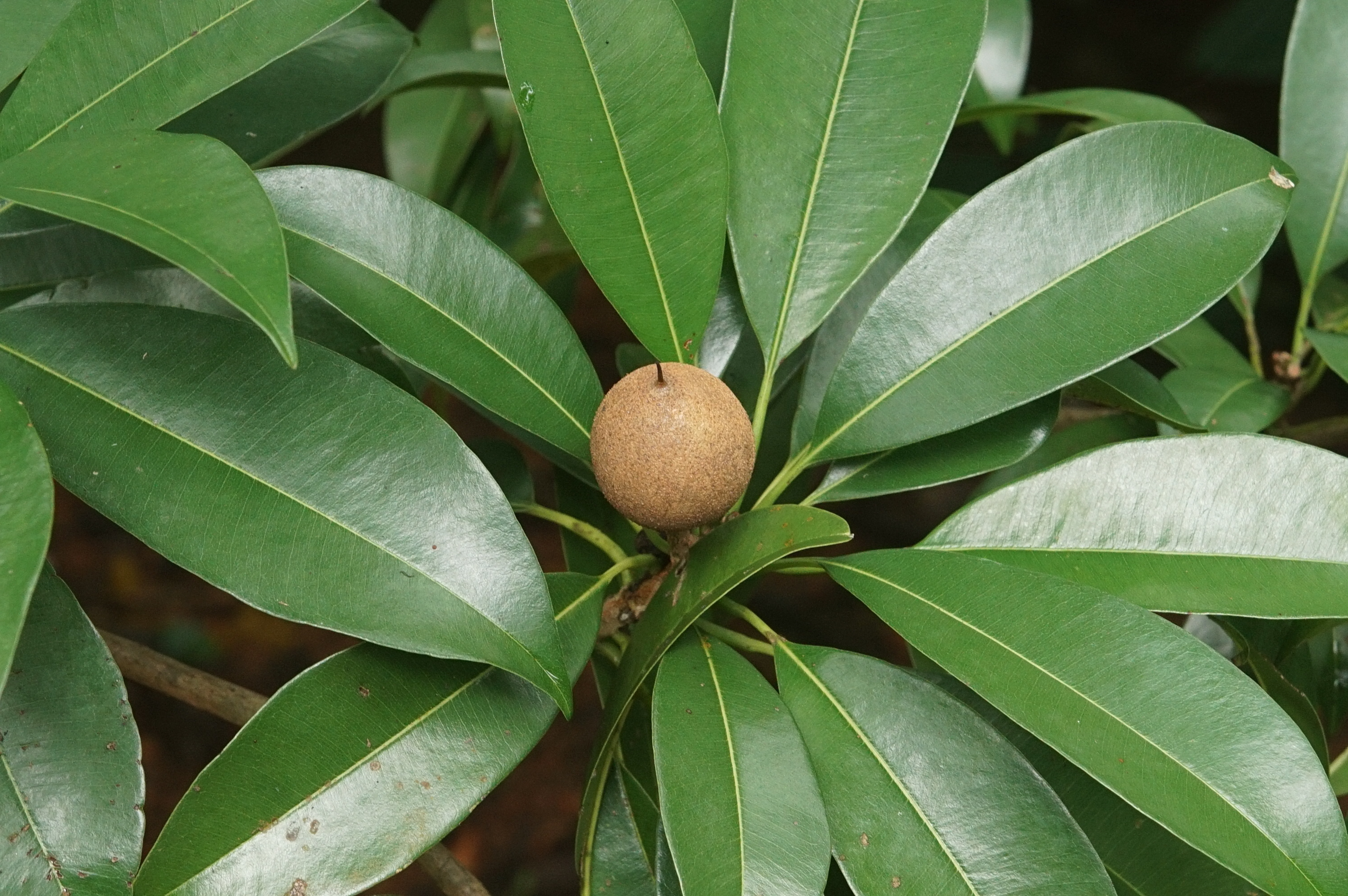
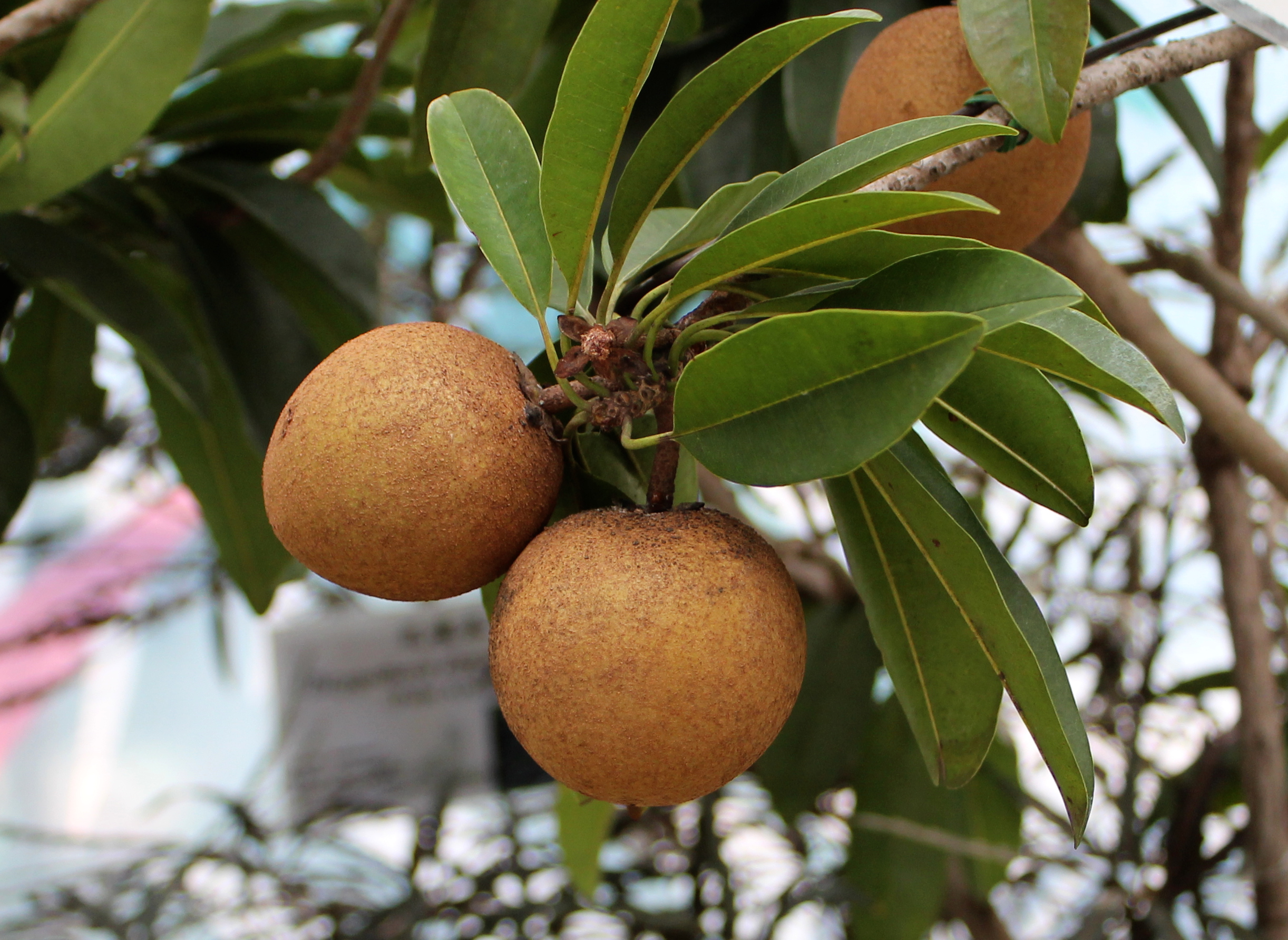
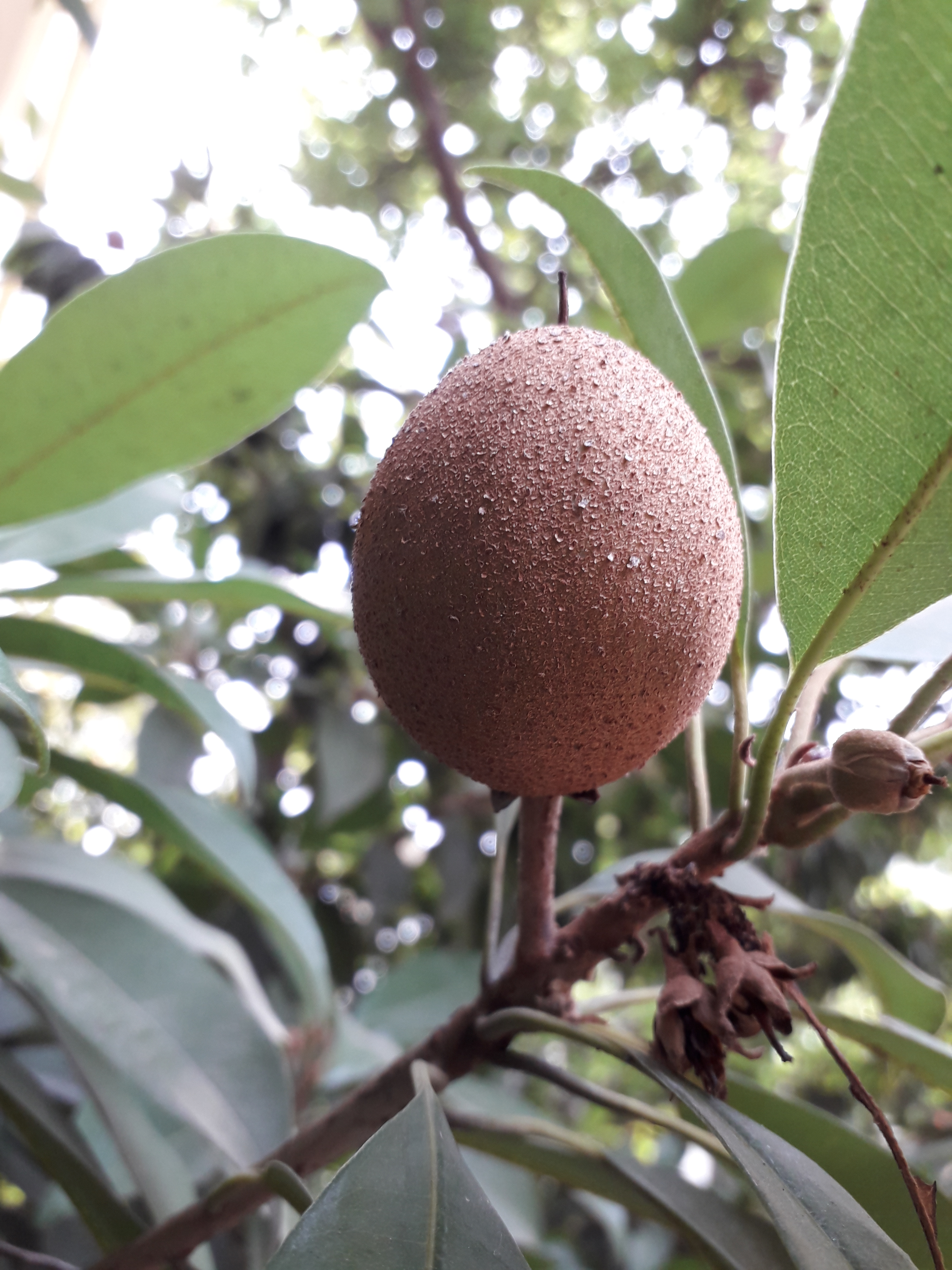
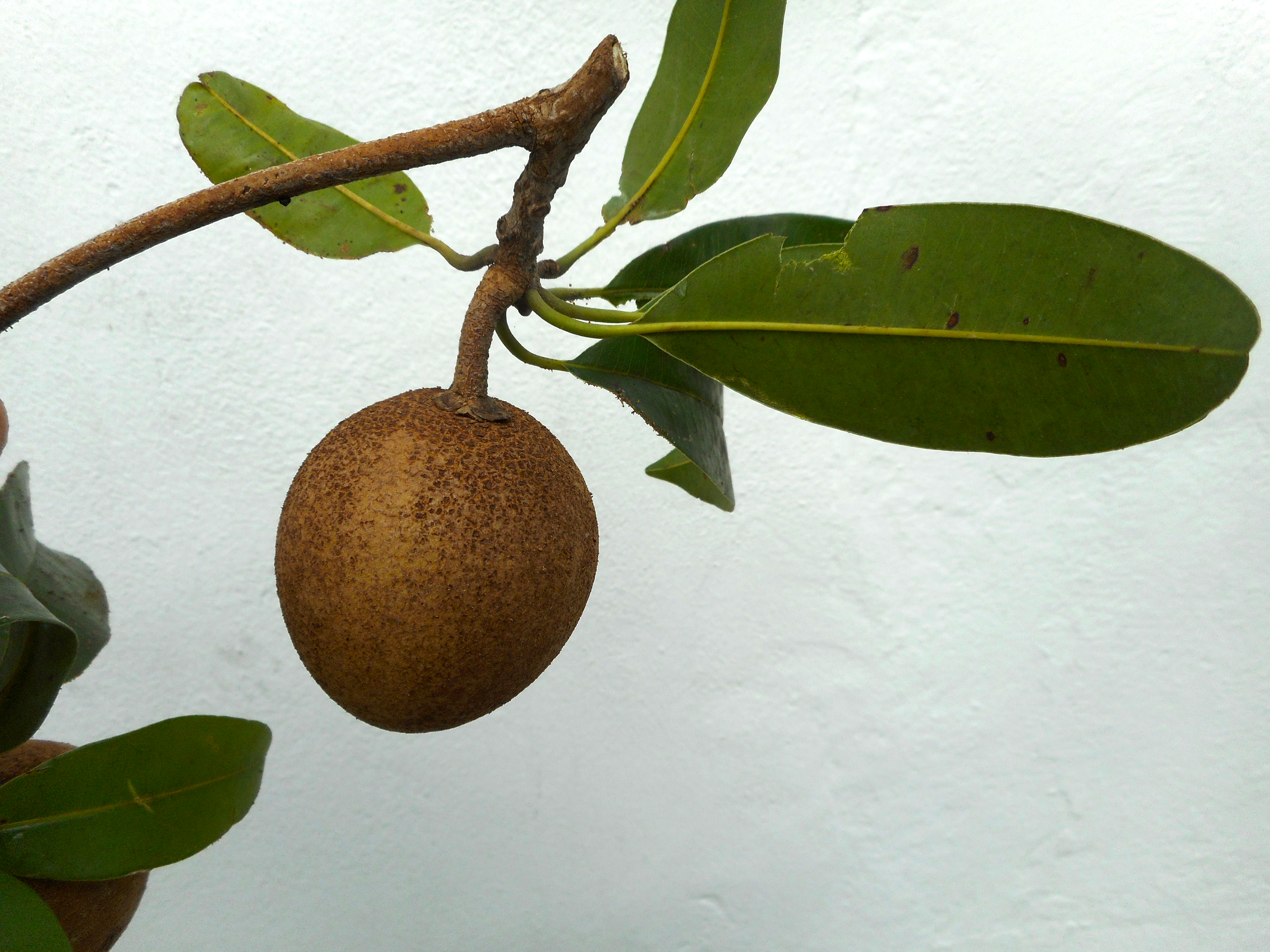
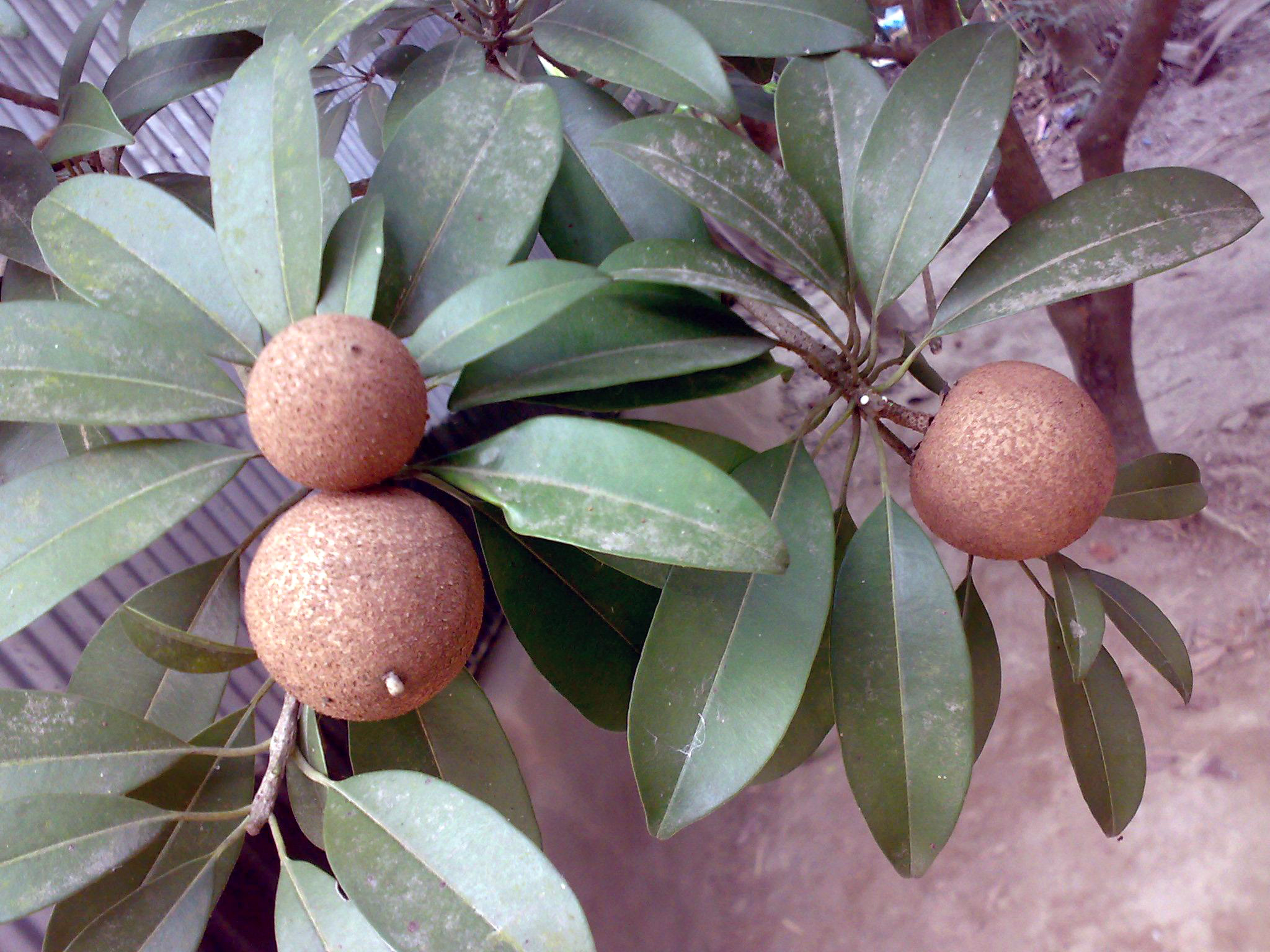
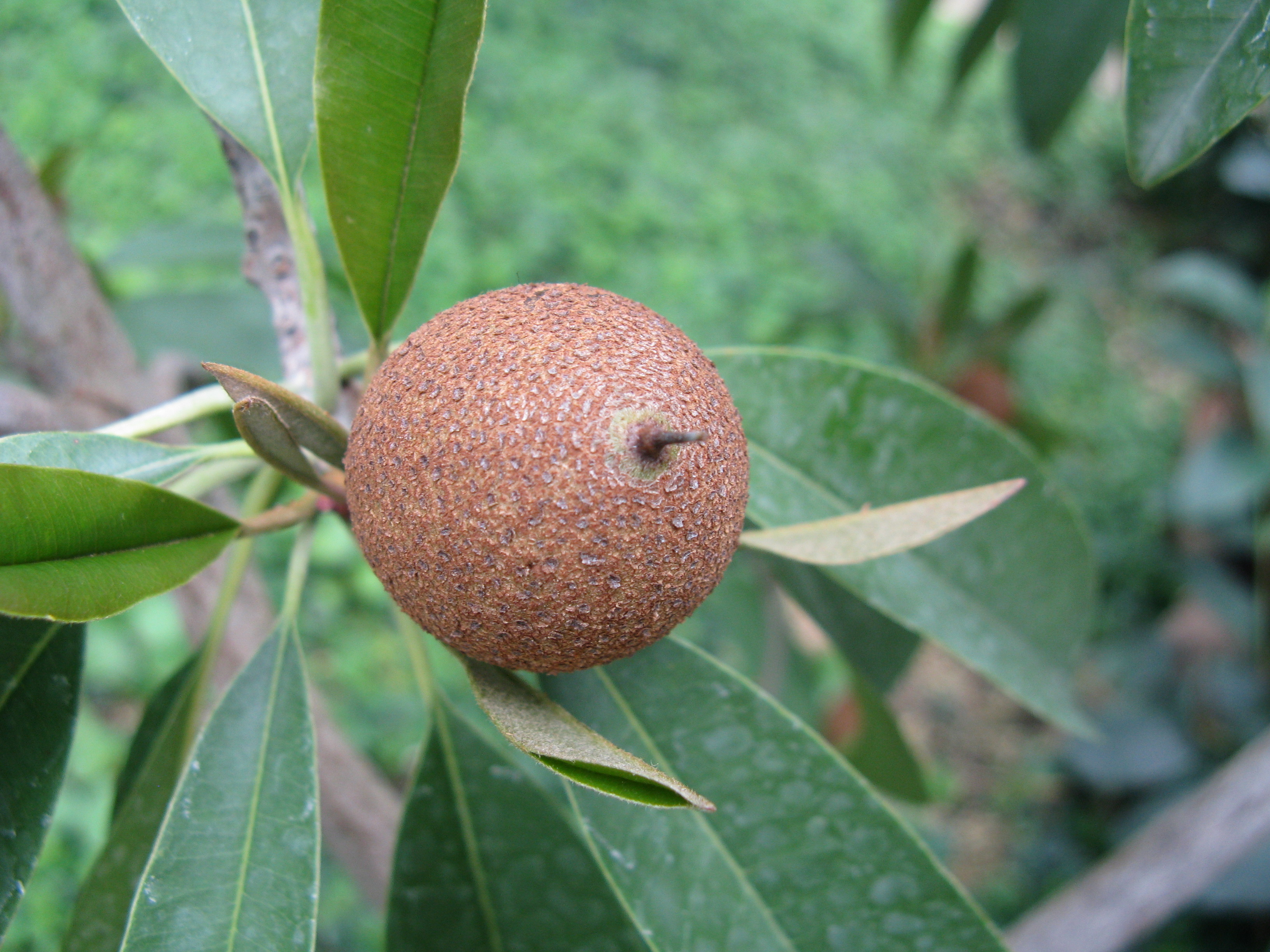

## Thư viện ảnh
- Quả hồng xiêm
- Quả hồng xiêm
- Quả hồng xiêm xanh cắt đôi 
 (bị chảy mủ)
- Hạt hồng xiêm
- Hồng xiêm bổ dọc, bổ ngang